# Szczeciniak świerkowy
Szczeciniak świerkowy (Onnia circinata (Fr.) P.Karst.) – gatunek grzybów z rodziny szczeciniakowatych (Hymenochaetaceae).

## Systematyka i nazewnictwo
Pozycja w klasyfikacji według Index Fungorum:
Onnia, Hymenochaetaceae, Hymenochaetales, Incertae sedis, Agaricomycetes, Agaricomycotina, Basidiomycota, Fungi.
Polska nazwa „szczeciniak świerkowy” jest użyta w pracy B. Gumińskiej i W. Wojewody z 1985 r. W 2003 roku jednak W. Wojewoda zmienił nazwę rodzaju Hymenochaete na szczeciniak, rodzaj Onnia natomiast podał jako synonim rodzaju Inonotus, a Onnia circinata jako synonim Inonotus leporinus. Jest to niezgodne z aktualnym ujęciem w Index Fungorum, które traktuje Onnia jako odrębny rodzaj, a Onnia circinata jako osobny gatunek, różny od I. leporinus.

## Występowanie i siedlisko
Występuje w Ameryce Północnej, Azji i Europie, w tym w Polsce. Grzyb saprotroficzny rosnący na pniach i korzeniach świerka i powodujący ich białą zgniliznę.